# گمینا اونگسواو
گمینا اونگسواو (به لهستانی:  Gmina Unisław) یک گمینا در لهستان است که در شهرستان خومنو واقع شده‌است. گمینا اونگسواو ۷۲٫۴۵ کیلومتر مربع مساحت و ۶٬۷۶۶ نفر جمعیت دارد.

## خواهرخوانده
شهر هوهنهاملن خواهرخواندهٔ گمینا اونگسواو هست.